# Чебышёв-Дмитриев, Александр Павлович
Алекса́ндр Па́влович Чебышёв-Дми́триев (1834 или 1835, Москва — 9 [21] января 1877, Санкт-Петербург) — русский правовед, профессор, издатель, публицист.

## Биография
Александр Павлович Чебышёв-Дмитриев родился в Москве; датой рождения указывают 1834 года, а также 18 апреля и 6 (18) июля 1835 года; 
В 1856 году окончил юридический факультет Московского университета со степенью кандидата прав. В октябре того же года поступил на службу в канцелярию Московского военного генерал-губернатора канцелярским чиновником с чином коллежского секретаря. Сотрудничал с газетой «Молва» (издавалась в 1857 году К. С. Аксаковым).
В июне 1858 года был назначен исправляющим должность преподавателя в ярославском Демидовском юридическом лицее. Первая его научная работа напечатана во «Временнике Демидовского лицея» — актовая речь 1859 года «О праве наказаний» — одна из первых по времени попыток изложения и объяснения философских учений по этому вопросу уголовного права.
В марте 1860 года был назначен преподавателем по кафедре уголовных и полицейских законов в Казанском университете. В 1860 году опубликовал в «Отечественных записках» вступительную лекцию «О современном состоянии и задачи науки уголовного права», а в 1861—1862 годах — семь публичных лекций «Об уголовном процессе в Англии, Франции и Германии». В 1862 году опубликовал в «Юридическом вестнике» — читанный им в Казанском университете специальный курс «О началах французского уголовного устройства». В 1862 году защитил магистерскую диссертацию «О преступном действии по русскому допетровскому праву» и был назначен исправляющим должность экстраординарного профессора. Был редактором «Учёных записок Казанского университета».
В 1862—1864 годах принимал участие в трудах законодательных комиссий по судебной реформе.
С апреля 1864 года — профессор кафедры уголовного права и судопроизводства в Санкт-Петербургском университете. В 1866 году получил степень доктора уголовного права после защиты 29 мая диссертации о покушении «Опыты по уголовному праву». Также читал лекции в Военно-юридической академии, Училище правоведения (1865—18.01.1866) и полный публичный курс судоустройства и судопроизводства для судебных чинов морского ведомства.
С 1865 года был редактором «Журнала Министерства юстиции». В 1868 году был произведён в статские советники. В 1868—1871 годах был издателем-редактором газеты «Судебный вестник» с ежемесячными приложениями. В ней Чебышёв-Дмитриев опубликовал ряд статей по уголовному процессу, которые впоследствии легли в основание его комментария к уставу уголовного судопроизводства, изданного в 1875 году под названием «Русское уголовное судопроизводство».
В 1870-х годах был деятельным сотрудником «Биржевых ведомостей» под редакцией Трубникова, где писал публицистические фельетоны под псевдонимом Экс.
Умер 9 (21) января 1877 года от чахотки в Санкт-Петербурге. Похоронен на Литераторских мостках.
Дочь — Чебышёва-Дмитриева, Евгения Александровна (1859—1923) — писательница.